# Martin Aurell
Martin Aurell Cardona (Barcelona, 23 de febrero de 1958-Nantes, 8 de febrero de 2025) fue un historiador medievalista hispano-francés especializado en la Casa de Plantagenet.

## Biografía
Tras concluir sus estudios en el colegio Viaró (San Cugat del Vallés), comenzó la licenciatura en la Facultad de Geografía e Historia de la Universidad de Barcelona. Durante la carrera universitaria se trasladó a vivir a Francia y en la Universidad de Aix-Marsella obtuvo la maestría en Historia Medieval y la licenciatura en Lingüística (1979). Posteriormente obtuvo el doctorado en la misma universidad (1983), el diploma de la École Pratique des Hautes Eludes (París), en Ciencias Históricas y Filológicas (1989); y el doctorado de estado en la Universidad de Aix-Marsella (1994).
Inició su labor docente en la Universidad de Niza como asistente de Historia Medieval (1985-1987). En 1987 gracias a una beca se trasladó a Estados Unidos, para trabajar en el Amherst College (Massachusetts). Al año siguiente, ya de regreso en Francia, prosiguió su tarea docente como Maitre de Conférences de Historia Medieval en la Universidad de Ruan (1988-1992); Maitre de Conférences de Historia Medieval en la Universidad de París IV-Sorbona (1992-1994), y finalmente, profesor de Historia Medieval en la Universidad de Poitiers (desde 1994). 
Desde 2016 es director del Centro de Estudios Superiores de Civilización Medieval, director de la revista Cahiers de civilization médiévale desde 2000. Fue miembro del Instituto Princeton de Estudios Avanzados en 1999, y del Instituto Universitario de Francia entre (2002-2012).
Martín falleció repentinamente en la madrugada del 8 de febrero de 2025.

## Investigación
Estudiante de Georges Duby, estudió las estructuras de parentesco en los siglos X y XIII, en relación directa con la evolución del poder y la sociedad. Por lo tanto, considera que la mutación de las instituciones principescas y la aparición de chatellenies independientes alrededor del año 1000 aceleran el paso del linaje Sippe. Su principal contribución, sin embargo, está en el área de las estrategias matrimoniales, de las cuales muestra tres fases sucesivas para los recuentos de la familia catalana: matrimonio consanguíneo en el primo o Sippe antes de los años 950, matrimonio exogámico o hipergámico entre aproximadamente 950 y 1080 y conquistador matrimonial, reunión de tierras a lo largo de los siglos XII y XIII. Alrededor de 1100, el paso de la dote (sistema alemán de dar tierras a la esposa por parte de su esposo) a la dote (pagos en efectivo al esposo por parte de la familia de su esposa) implica un cambio significativo en las estrategias matrimoniales, donde la hipogamia de las mujeres (su rango social es inferior al de su esposo) tiende a prevalecer.
Sensible a las tendencias posmodernas de la década de 1980, después de haber completado su formación histórica en filología, atribuyó gran importancia al texto y sus discursos, así como a los problemas asociados con la comunicación y la propaganda medievales. Él muestra que las canciones políticas de los trovadores son parte de una vasta red triangular, que involucra al patrón, el compositor y su audiencia. Medios por excelencia de la Edad Media, la canción comprometida alcanza, gracias a su difusión oral por los malabaristas, incluso por aficionados, una amplia difusión. Finalmente, los vínculos entre este componente humano o social de la literatura y la historia en sentido estricto están en el corazón de su libro sobre la leyenda artúrica. El análisis del discurso y la propaganda política marcan su trabajo en el Imperio Plantagenet y en el desafío de la cruzada. Alrededor de Enrique II de Inglaterra, Leonor de Aquitania y sus hijos, muchos escritores ofrecen una imagen favorable de la realeza. No es que su escritura sea servilmente mercenaria, pero la existencia misma de este medio intelectual en la corte fortalece el poder real. Estos clérigos también se dedican a una escritura pragmática y administrativa que expande el espacio de dominación Plantagenet.
Sensible a las tendencias posmodernas de la década de 1980, después de haber completado su formación histórica en filología, atribuyó gran importancia al texto y sus discursos, así como a los problemas asociados con la comunicación y la propaganda medievales. Él muestra que las canciones políticas de los trovadores son parte de una vasta red triangular, que involucra al patrón, el compositor y su audiencia. Medios por excelencia de la Edad Media, la canción comprometida alcanza, gracias a su difusión oral por los malabaristas, incluso por aficionados, una amplia difusión. Finalmente, los vínculos entre este componente humano o social de la literatura y la historia en sentido estricto están en el corazón de su libro sobre la leyenda artúrica. El análisis del discurso y la propaganda política marcan su trabajo en el Imperio Plantagenet y en el desafío de la cruzada. Alrededor de Enrique II de Inglaterra, Leonor de Aquitania y sus hijos, muchos escritores ofrecen una imagen favorable de la realeza. No es que su escritura sea servilmente mercenaria, pero la existencia misma de este medio intelectual en la corte fortalece el poder real. Estos clérigos también se dedican a una escritura pragmática y administrativa que expande el espacio de dominación Plantagenet.
En 2024 publica Diez ideas falsas sobre la Edad Media, en la que pretende desmontar tópicos negativos sobre ese período. Niega que la Edad Media rebajase a las mujeres, rechazase al diferente, fuera inculta e ignorante, estuviese sedienta de violencia y sangre, no inventase nada, oprimiese y avasallase, promoviese Cruzadas xenófobas, fuese tenebrosa y fomentase el fanatismo:

El mito de la ignorancia medieval, por lo tanto, carece de fundamento. El periodo no solo conservó el legado cultural grecolatino, sino que lo enriqueció considerablemente. Creó un sistema universitario que dura hasta nuestros días. En la Edad Media había una enorme curiosidad intelectual, fruto de una búsqueda exigente de la verdad. A partir del siglo XII los intelectuales urbanos se guiaron por la reflexión, el debate y la experimentación. Su espíritu crítico, basado en la dialéctica y la lógica, los animaba a un constante replanteamiento, aunque siempre respetuoso de los conocimientos antiguos. La erudición de los clérigos se propagó de la cima a la base, como por perlocación, hasta los nobles y burgueses laicos, cuyos estudios se ampliaron y prolongaron. Más tarde los sabios y mercaderes recorrieron las rutas del Mediterráneo para importar y adaptar los grandes descubrimientos intelectuales de Oriente. La apertura al mundo del Occidente medieval fue un hecho destacable.

Afirma que "fueron los poderes monárquicos los que reprimieron con mayor dureza la desviación religiosa. El supuesto Renacimiento no suprimió la Inquisición, sino que la fomentó. La modernidad reforzó el poder del Estado y, con él, la persecución contra cualquier disidencia religiosa." y que "los principios teóricos de la separación entre la Iglesia y el Estado se remontan, como vemos, a la Edad Media. Pero su aplicación práctica y concreta no se llevó a cabo en Europa hasta la época contemporánea. Con todo, la laicidad no habría sido posible sin la reflexión de los pensadores medievales." También que la Edad Media "creó una rica literatura en unas lenguas románicas y germánicas en plena expansión.(...)Innovó la técnica: dominio creciente de la fuerza hidráulica, alto horno y fundición, arco ojival, difusión del papel, contabilidad por partida doble, partitura musical, gafas..." Sostiene que "el Estado moderno también se convirtió en un monstruoso leviatán, un absolutismo que aplastaba los cuerpos intermedios en favor de un poder monárquico centralizado. En la época medieval, por el contrario, había muchos contrapoderes que limitaban el poder del monarca, quien, en su coronación, juraba respetar las libertades de sus súbditos y los privilegios de sus grupos.(...)Los herejes y las brujas sufrieron muchas más persecuciones en los siglos XVI y XVII que durante la Edad Media."
Martin Aurell es el hermano mayor del historiador medieval Jaume Aurell.

## Obras
- Une Famille de la noblesse provençale au Moyen Âge : les Porcelet, Aviñón, Aubanel-Distic, 1986
- La Vielle et l’épée. Troubadours et politique en Provence au XIIIe siècle, París, Aubier, 1989
- Thèse d'État : L’État et l’aristocratie en Catalogne et en Provence (IXe-XIVe siècles), 1994
- Les Noces du comte. Mariage et pouvoir en Catalogne (785-1213), París, Publications de la Sorbonne, 1996
- La Noblesse en Occident (Ve-XVe siècles), París, Armand Colin, 1996
- Actes de la famille Porcelet. 972-1320, Comité des travaux historiques et scientifiques, 2000, collection Document inédits Histoire, numéro 27, ISBN 2-73550446-8
- L’Empire des Plantagenêts (1154-1224), París, Perrin, 2003:
  - editado en español: El imperio Plantagenet, Madrid, Ed. Sílex, 2012 ISBN 978-84-7737-594-4
- Kaamelott, París, Perrin, 2007, ISBN 978-2262027094
- Avec Jean-Paul Boyer et Noël Coulet, La Provence au Moyen Âge, Aix, Publications de l’Université de Provence, 2005, p. 7-142 (359 p)., collection Le Temps de l’histoire, ISBN 978-2-85399-617-4
- «Society», Europe in the Central Middle Ages (c.950-c.1320), dir. D. Power, col. Short Oxford History of Europe, Oxford, Oxford University Press, 2006, p. 28-56.
- La Légende du roi Arthur, París, Perrin, 2007, ISBN 978-2262026356
- Le Chevalier lettré: savoir et conduite de l’aristocratie aux XIIe et XIIIe siècles, París, Fayard, 2011, 539 p. (Col. «Nouvelles études historiques»), ISBN 9782213662336.
- Des Chrétiens contre les croisades (XIIe-XIIIe siècle), París, Fayard, 2013, 407 p. (Col. «Nouvelles études historiques»). ISBN 2213668167
- Diez ideas falsas sobre la Edad Media, Taurus, Barcelona, 2024

### Publicaciones colectivas
- Coeditado con Françoise Thelamon et Olivier Dumoulin, La sociabilité à table. Convivialité et commensalité à travers les âges. Actes du colloque de Rouen, 14-17 novembre 1990, Rouen, P.U.R., 1992, 392 p.
- La cour Plantagenêt (1154-1204). Actes du colloque de Thouars, 30 avril-2 mai 1999, Poitiers, C.E.S.C.M., 2000 (coll. «Civilisation médiévale»), 361 p.
- Noblesses de l’espace Plantagenêt (1154-1224). Actes de la table ronde de Poitiers, 13 mai 2000, Poitiers, C.E.S.C.M., 2001 (col. «Civilisation médiévale»), 218 p.
- Coeditado con María Narbona, La dama en la corte bajomedieval, Pamplona, EUNSA, 2001, 181 p. ISBN 84-313-1878-3
- Culture politique des Plantagenêt. Actes du Colloque de Poitiers, 3-5 mai 2002, Poitiers, C.E.S.C.M., 2003, (col. «Civilisation médiévale»), 386 p.
- Aliénor d’Aquitaine, numéro 81 extra de la Revue 303, arts, recherches et création, Nantes, Conseil régional, 2004, 245 p.
- Coordinado con Ángeles García de la Borbolla, La imagen del obispo hispano en la Edad Media. Actas de la mesa redonda de Pamplona, 7-8 de mayo de 2000, Pamplona, EUNSA, 2004, 300 p. ISBN 84-313-2201-2
- Le Médiéviste et la monographie familiale: sources, méthodes et problématiques. Actes du colloque de Poitiers, 20-22 novembre 2003, Turnhout, Brepols, 2004 (col. «Histoires de Famille. La parenté au Moyen Âge», 1), 310 p.
- Coeditado con Thomas Deswarte, Famille, violence et christianisation au Moyen Âge. Mélanges offerts a Michel Rouche, Paris, PUPS, 2005 (col. «Cultures et civilisations médiévales», 31), 525 p.
- Coeditado con Anne Brenon et Christine Dieulafait, Les Cathares devant l’Histoire. Mélanges offerts à Jean Duvernoy, Actes du colloque de Foix, 12-13 mai 2003, Cahors, L’Hydre, 2005 (col. «Domaine historique»), 451 p.
- Coeditado con Noël-Yves Tonnerre, Plantagenêts et Capétiens. Confrontations et héritages. Actes du colloque de Poitiers et Fontevraud, 13-15 mai 2004, Turnhout, Brepols, 2006 (col «Histoires de Famille», 4), 524 p.
- Convaincre et persuader. Communication et propagande aux XIIe et XIIIe siècles. Actes des colloques de Fontevraud, Oxford, Barcelone, Saintes, octobre 2004-novembre 2006, Poitiers, CESCM, 2007 (col. « Civilisation médiévale », 18), 724 p.
- Coeditado con AAVV, Signes et couleurs des identités politiques du Moyen Âge à nos jours. Actes du colloque de Poitiers, 14-16 juin 2007, Rennes, P.U.R., 2008, 537 p., 58 p. de planches, ISBN 978-2-7535-0641-1
- Coeditado con Frédéric Boutoulle, Les Seigneuries dans l’espace Plantagenêt (c. 1150-c. 1250). Actes du colloque de Bordeaux-Saint-Émilion organisé par l’institut Ausone et le CESCM, 3-5 mai 2007, Bordeaux, Ausonius, 2009, 471 p., ISBN 978-2-35613-020-4
- La Parenté déchirée : les luttes intrafamiliales au Moyen Âge. Actes du colloque de Poitiers, 13-14 mars 2009, Turnhout, Brepols, 2010 (col. «Histoires de Famille», 10), 432 p.
- Coeditado con Catalina Girbea, L’Imaginaire de la parenté dans les romans arthuriens (XIIe-XIVe siècles). Actes du colloque de Poitiers, 12 et 13 juin 2009, Turnhout, Brepols, 2010 (col. «Histoires de Famille», 11), 238 p.
- Le Roi Arthur, numéro hors série de la revue 303, arts, recherches et création, Nantes, Conseil régional, 2010, 176 p.
- Coeditado con Catalina Girbea, Chevalerie et christianisme aux XIIe et XIIIe siècles. Actes du colloque de Poitiers, 5 et 6 novembre 2010, Rennes, P.U.R., 2011, 326 p.
- Les Stratégies matrimoniales (IXe-XIIIe siècle). Actes du colloque de Poitiers, 25-26 mai 2012, Turnhout, Brepols, 2013, 363 p.